# Camioneros de Coslada 2022
Questa voce raccoglie le informazioni riguardanti i Camioneros de Coslada nelle competizioni ufficiali della stagione 2022.

## Maschile

### LNFA Serie B 2022

#### Stagione regolare
Per la stagione regolare sono considerati soltanto gli incontri validi unicamente per la Serie B.
| Santander 19 dicembre 2021, ore 12:00 Recupero 1ª giornata Intergruppo | Cantabria Bisons | 7 – 12 referto | Camioneros de Coslada | Campo de rugby IMD "Ruth Beitia" |

| Coslada 23 gennaio 2022, ore 12:00 Recupero 2ª giornata Intergruppo | Camioneros de Coslada | 58 – 0 referto | CDE Berserkers | Polideportivo Valleaguado |

#### Playoff
| 1º maggio 2022 Quarti di finale | Camioneros de Coslada | 25 – 28 | Mercenarios de Villamayor de Gállego |  |

### LMFA11 2022

#### Stagione regolare
Gli incontri sono validi anche per la Serie B.
| Coslada 26 febbraio 2022, ore 16:00 3ª giornata | Camioneros de Coslada | 6 – 13 referto | Alcobendas Cavaliers |  |

| Coslada 19 marzo 2022, ore 16:00 4ª giornata | Camioneros de Coslada | 42 – 6 referto | Pinto Goldbats | Polideportivo Valleaguado |

| Fuenlabrada 26 marzo 2022, ore 18:00 Recupero 2ª giornata | Fuenlabrada Toros | 0 – 26 referto | Camioneros de Coslada | Polideportivo Fermín Cacho |

| Pinto 3 aprile 2022, ore 15:45 Recupero 1ª giornata | Pinto Goldbats | 6 – 24 referto | Camioneros de Coslada | Estadio Municipal Rafael Mendoza |

| Coslada 9 aprile 2022, ore 17:00 5ª giornata | Camioneros de Coslada | 35 – 0 referto | Fuenlabrada Toros |  |

| Alcobendas 24 aprile 2022, ore 12:00 6ª giornata | Alcobendas Cavaliers | 17 – 7 | Camioneros de Coslada |  |

### Statistiche di squadra
| Competizione      | %Vittorie | In casa | In casa | In casa | In casa | In casa | In casa | In trasferta | In trasferta | In trasferta | In trasferta | In trasferta | In trasferta | Totale | Totale | Totale | Totale | Totale | Totale |
| Competizione      | %Vittorie | G       | V       | N       | P       | Pf      | Ps      | G            | V            | N            | P            | Pf           | Ps           | G      | V      | N      | P      | Pf     | Ps     |
| ----------------- | --------- | ------- | ------- | ------- | ------- | ------- | ------- | ------------ | ------------ | ------------ | ------------ | ------------ | ------------ | ------ | ------ | ------ | ------ | ------ | ------ |
| Stagione regolare | 1.000     | 1       | 1       | 0       | 0       | 58      | 0       | 1            | 1            | 0            | 0            | 12           | 7            | 2      | 2      | 0      | 0      | 70     | 7      |
| Playoff           | .000      | 1       | 0       | 0       | 1       | 25      | 28      | 0            | 0            | 0            | 0            | 0            | 0            | 1      | 0      | 0      | 1      | 25     | 28     |
| Stagione regolare | .667      | 3       | 2       | 0       | 1       | 83      | 19      | 3            | 2            | 0            | 1            | 57           | 23           | 6      | 4      | 0      | 2      | 140    | 42     |
| Totale            | .667      | 5       | 3       | 0       | 2       | 166     | 47      | 4            | 3            | 0            | 1            | 69           | 30           | 9      | 6      | 0      | 3      | 235    | 77     |